# Kanton La Seyne-sur-Mer
Kanton La Seyne-sur-Mer (fr. Canton de la Seyne-sur-Mer) je francouzský kanton v departementu Var v regionu Provence-Alpes-Côte d'Azur. Tvoří ho pouze město La Seyne-sur-Mer.